# Chaqueta

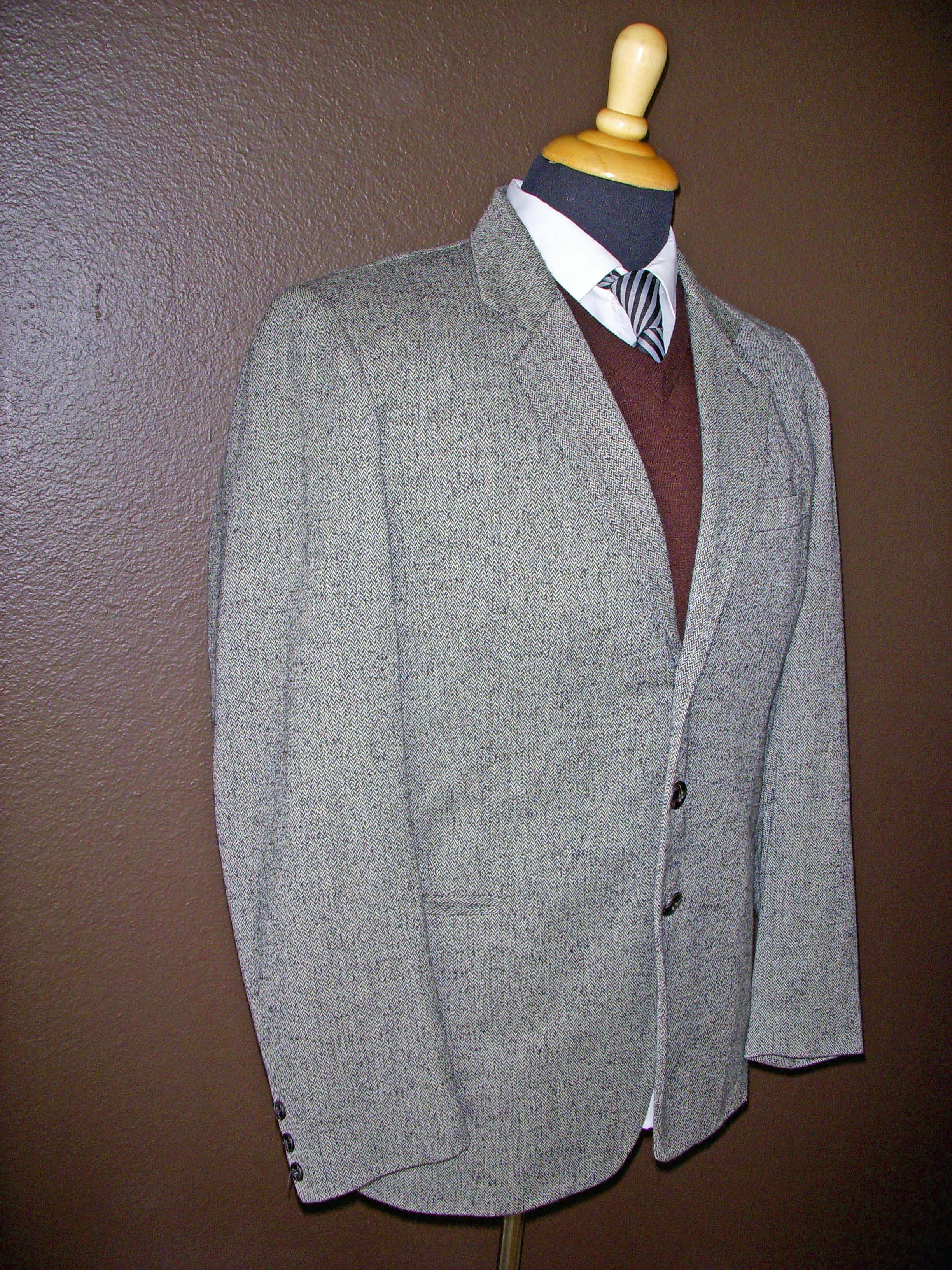
Tradicional corte de chaqueta de tweed.

Una chaqueta es una prenda de vestir de calle ajustada al torso, con manga larga, solapas y bolsillos, tanto interiores como exteriores, abierta por delante con una botonadura, que permite llevarse abierta o cerrada. El largo es variable, desde los modelos y tipos ajustados a la cintura hasta los que cuelgan o bajan hasta el inicio de las piernas.

## Terminología y usos

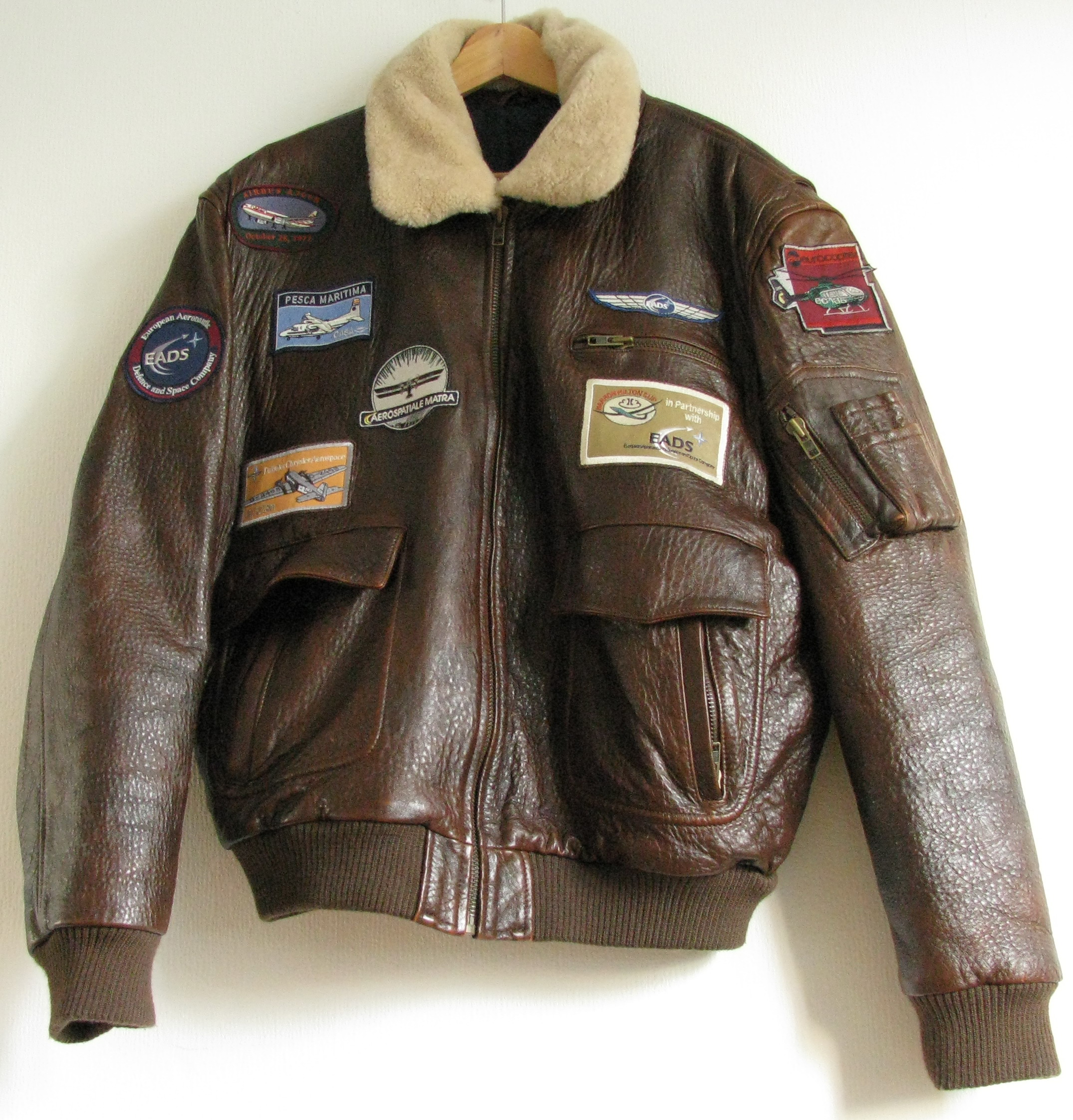
Chaqueta de aviador entregada a un ganador de la Copa Barron Hilton.

En diferentes países del ámbito hispanoparlante, el término chaqueta puede asociarse, llamarse, confundirse o renombrarse como campera, americana, saco, casaca, cazadora y chamarra. Sin embargo, en los manuales de sastrería y en la historia del traje figuran como prendas distintas entre sí.

## Etimologías
En el proceso histórico evolutivo del idioma, la chaqueta parece proceder del término jaqueta (con xaqueta y xaquetilla), descrito por la Real Academia en su Diccionario de la lengua española en línea como adaptación del francés jaquette.

## Tipología
El conjunto de prendas de vestir y elementos de la indumentaria que pueden aparecer nombrados o considerados como chaquetas es muy amplio. Entre los múltiples ejemplos pueden mencionarse: americana, anorak, bléiser, bolero, cárdigan, carmañola, chaqueta de mujer, chaqué o chaquet, chaquetón, chupa, dalmática, dolmán, chaqueta de esmoquin, frac, guerrera, guayabera, hopalanda, jubón, levita, librea, chaqueta Norfolk, pelliza, rebeca, ropón, sahariana, spencer, zamarra, etcétera.

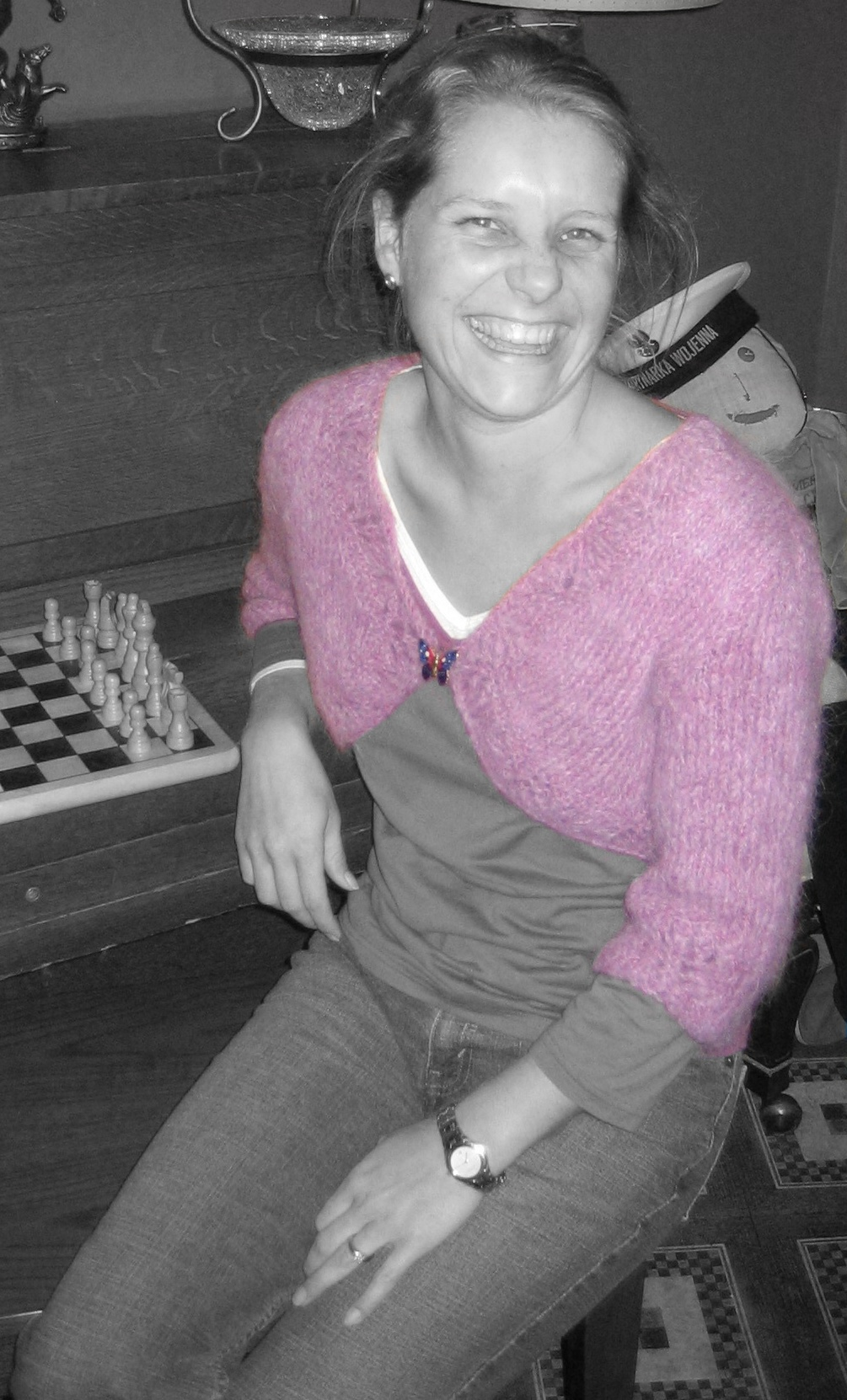
Bolero
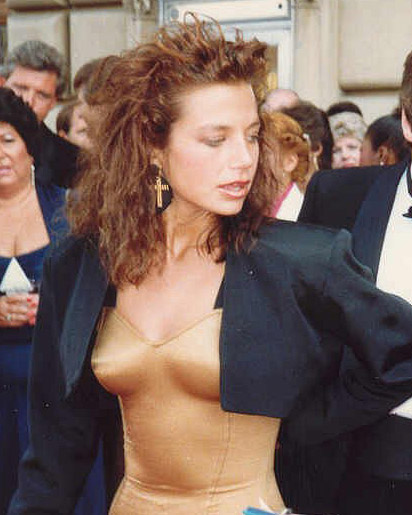
Torera
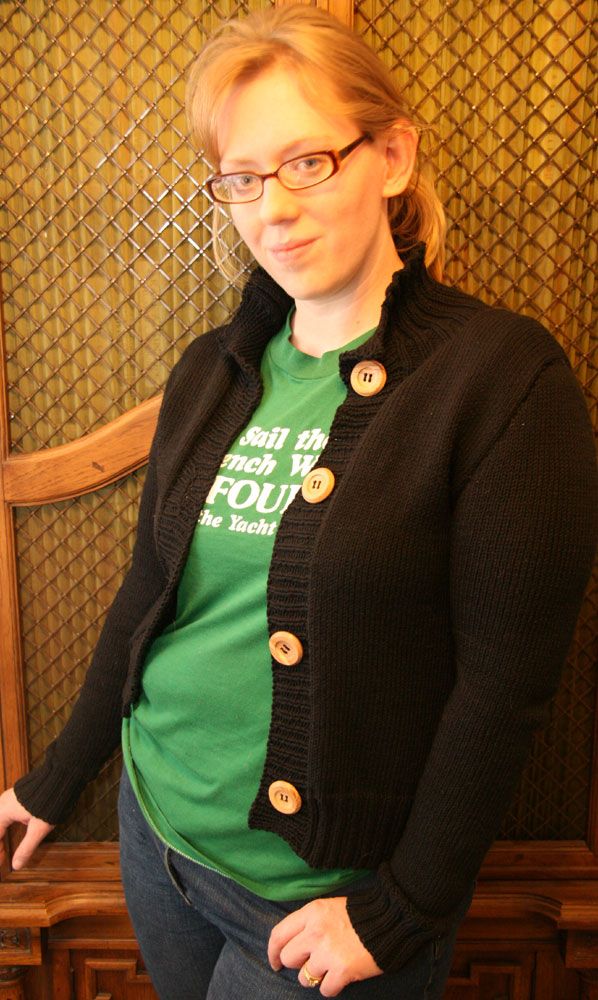
Rebeca
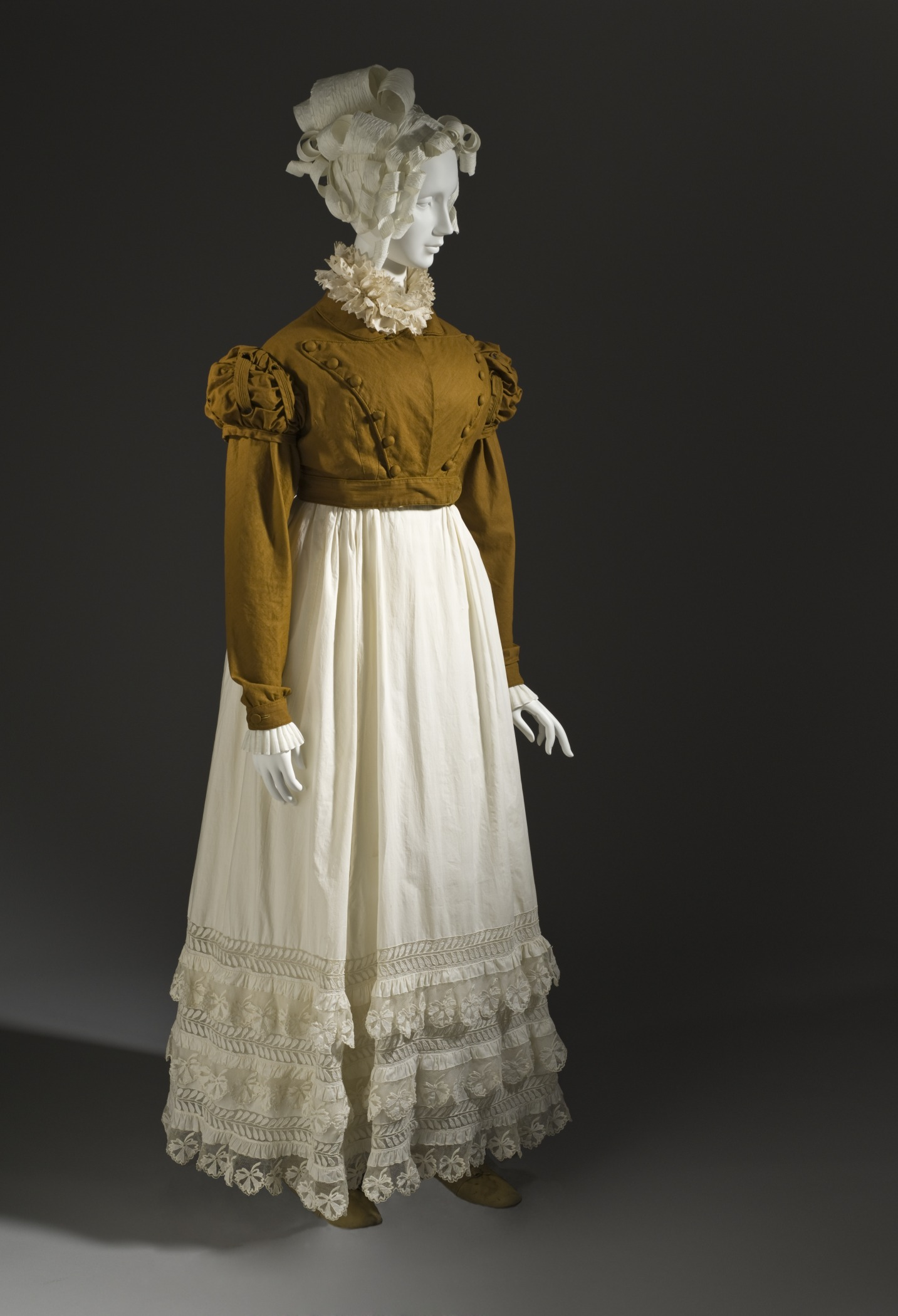
Spencer
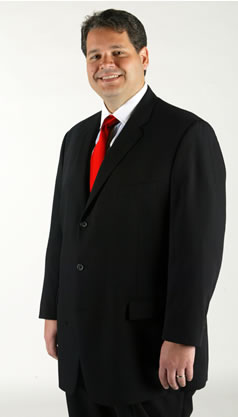
Americana
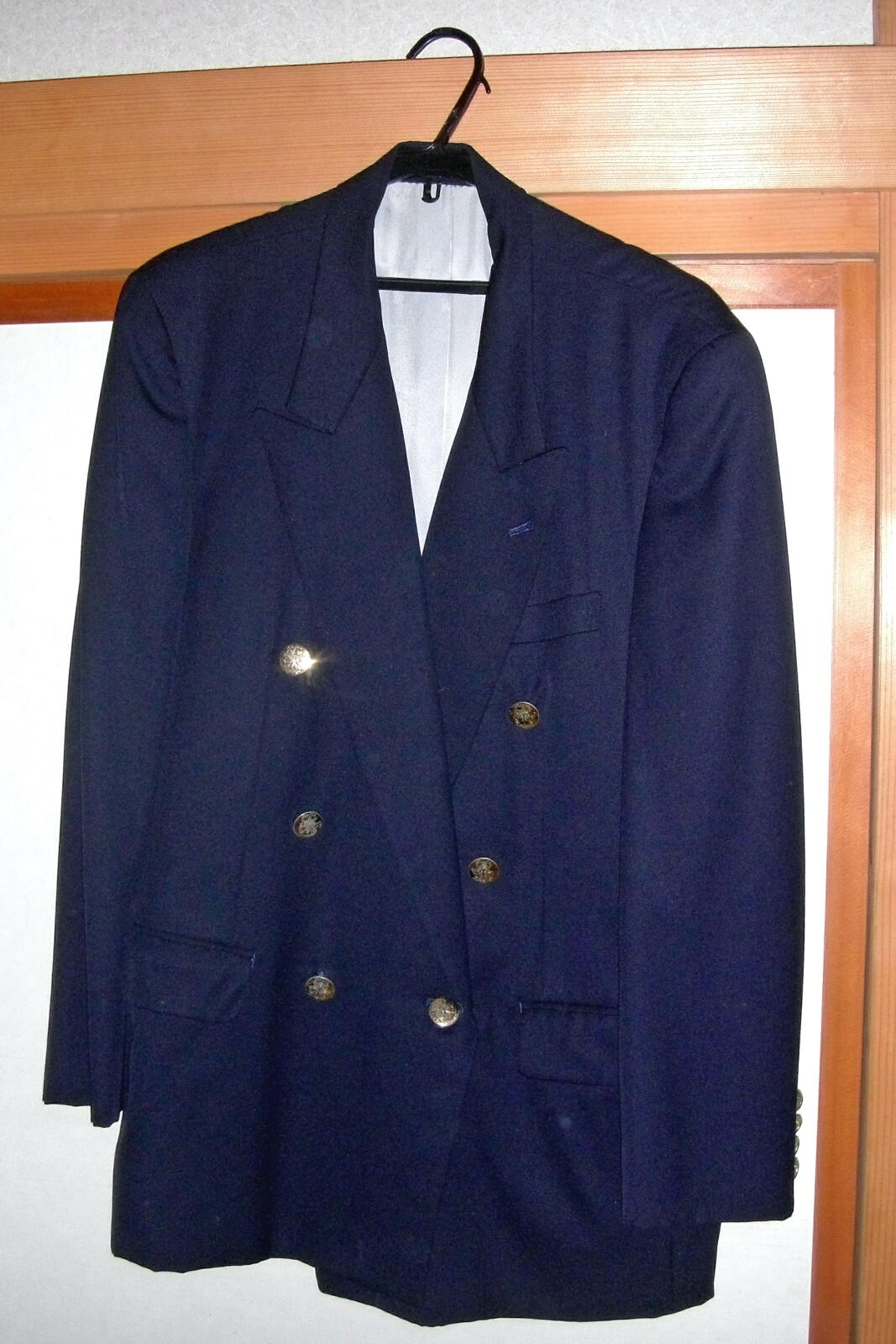
Blazer
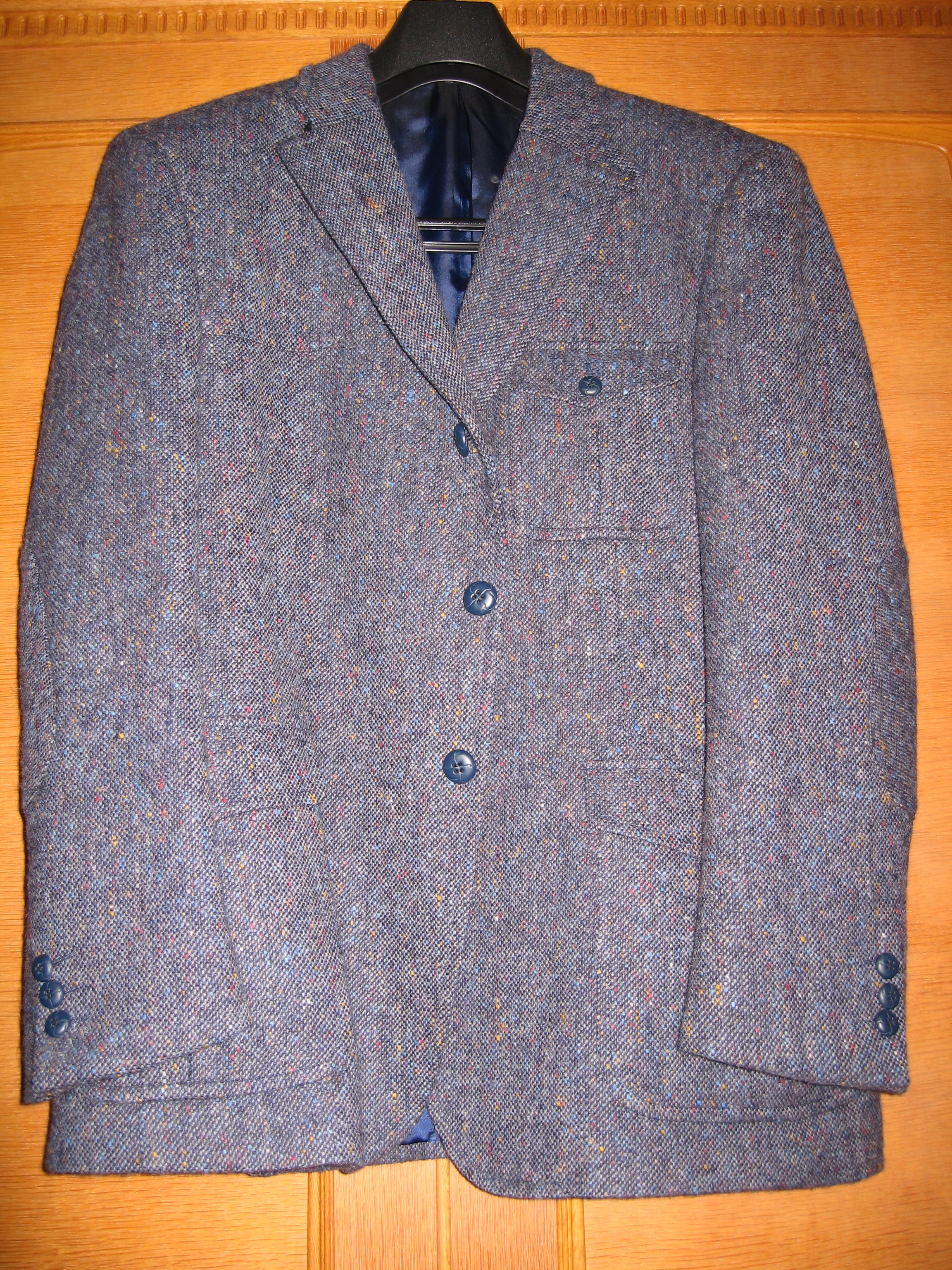
Chaqueta Norfolk